# アトリパルダ
アトリパルダ（伊: Atripalda）は、イタリア共和国カンパニア州アヴェッリーノ県にある、人口約11,000人の基礎自治体（コムーネ）。

## 地理

### 位置・広がり

#### 隣接コムーネ
隣接するコムーネは以下の通り。
- アイエッロ・デル・サーバト
- アヴェッリーノ
- チェジナーリ
- マノカルツァーティ
- サン・ポティート・ウルトラ
- サント・ステーファノ・デル・ソーレ
- ソルボ・セルピコ